# لیگ دسته اول فوتبال ارمنستان ۲۰۰۷
فصل ۲۰۰۷ لیگ دسته اول فوتبال ارمنستان در ۲۵ آوریل ۲۰۰۷ آغاز شد و در ۶ اکتبر ۲۰۰۷ به پایان رسید. 

## نمای کلی
- باشگاه فوتبال بنتونیت ایجوان به فوتبال حرفه‌ای بازگشت.

## جدول لیگ
| رتبه | تیم                             | بازی | برد | مساوی | باخت | گل زده | گل خورده | گل تفاضل | امتیاز | صلاحیت                                                          |
| ---- | ------------------------------- | ---- | --- | ----- | ---- | ------ | -------- | -------- | ------ | --------------------------------------------------------------- |
| ۱    | باشگاه فوتبال پیونیک            | ۲۱   | ۱۴  | ۲     | ۵    | ۵۴     | ۱۹       | ۳۵+      | ۴۴     | قهرمانی                                                         |
| ۲    | باشگاه فوتبال میکا              | ۲۱   | ۱۰  | ۹     | ۲    | ۴۲     | ۲۳       | ۱۹+      | ۳۹     |                                                                 |
| ۳    | باشگاه فوتبال آرارات ایروان     | ۲۱   | ۹   | ۷     | ۵    | ۴۳     | ۲۶       | ۱۷+      | ۳۴     |                                                                 |
| ۴    | باشگاه فوتبال دینامو ایروان     | ۲۱   | ۱۰  | ۳     | ۸    | ۴۷     | ۳۸       | ۹+       | ۳۳     | صعود به لیگ برتر فوتبال ارمنستان ۲۰۰۸. قهرمان نتوانست صعود کند. |
| ۵    | باشگاه فوتبال اورارتو           | ۲۱   | ۸   | ۴     | ۹    | ۳۵     | ۳۸       | ۳−       | ۲۸     |                                                                 |
| ۶    | باشگاه فوتبال گاندزاسار کاپان   | ۲۱   | ۸   | ۴     | ۹    | ۲۶     | ۳۷       | ۱۱−      | ۲۸     |                                                                 |
| ۷    | باشگاه فوتبال شیراک             | ۲۱   | ۳   | ۱۰    | ۸    | ۲۳     | ۴۴       | ۲۱−      | ۱۹     |                                                                 |
| ۸    | باشگاه فوتبال پاتانی (ارمنستان) | ۲۱   | ۲   | ۱     | ۱۸   | ۱۹     | ۶۴       | ۴۵−      | ۷      |                                                                 |
| ۹    | باشگاه فوتبال بنتونیت ایجوان    | ۳    | ۲   | ۰     | ۱    | ۸      | ۴        | ۴+       | ۶      | کناره‌گیری پس از سه بازی, رکورد موجود باطل شد.                   |

## گلزنان برتر
|   |          | بازیکن              | تیم                         | گل‌ها |
| - | -------- | ------------------- | --------------------------- | ---- |
| ۱ | ارمنستان | آرتور بارسقیان      | باشگاه فوتبال دینامو ایروان | ۱۵   |
| ۲ | ارمنستان | استپان هاکوبیان     | باشگاه فوتبال میکا          | ۱۴   |
| ۳ | ارمنستان | سارگیس آرویان       | باشگاه فوتبال پیونیک        | ۱۳   |
| ۴ | ارمنستان | نورایر گیوزالیان    | باشگاه فوتبال اورارتو       | ۱۱   |
| ۵ | ارمنستان | هوهانس مناتساکانیان | باشگاه فوتبال دینامو ایروان | ۱۰   |